# Reichstagswahl Juli 1932
- KPD: 89
- SPD: 133
- DStP: 4
- DBP: 2
- Z: 75
- BVP: 22
- WP: 2
- DVP: 7
- VRP: 1
- CSVD: 3
- DL: 1
- LB: 2
- DNVP: 37
- NSDAP: 230

Die Reichstagswahl vom 31. Juli 1932 war die Wahl zum 6. Reichstag der Weimarer Republik. Die abermalig vorgezogene Neuwahl endete mit starken Zuwächsen für die NSDAP. Diese wurde mit Abstand stärkste Partei im Reichstag, jedoch ohne die absolute Mehrheit zu erreichen. Die SPD verlor Stimmen, die KPD gewann hinzu. Leichte Zugewinne konnten die katholischen Parteien (Zentrum und BVP) verbuchen, während die bürgerlichen Parteien sowie die diversen Klein- und Interessenparteien an Zustimmung verloren. Insbesondere der politische Liberalismus wurde weitgehend marginalisiert. Insgesamt waren die Gegner der Republik in der Mehrheit. Eine parlamentarische Mehrheit gab es nicht, so dass am 6. November 1932 die nächste Reichstagswahl stattfand.

## Vorgeschichte
Vorgeschlagen von Kurt von Schleicher, war Franz von Papen am 31. Mai von Reichspräsident Paul von Hindenburg mit der Bildung einer Reichsregierung der „nationalen Konzentration“ beauftragt worden. Dem waren unter anderem Gespräche mit Adolf Hitler und Hermann Göring vorausgegangen. Diese boten die Unterstützung der neuen Regierung durch die NSDAP an. Bedingungen waren baldige Neuwahlen und Aufhebung des Verbots der SA. Hindenburg ging auf diese Bedingungen ein, obwohl er wusste, dass die NSDAP aller Voraussicht nach aus den Wahlen als stärkste Kraft hervorgehen würde. Dagegen lehnte das Zentrum, die bisherige Partei Papens, wegen des Sturzes von Heinrich Brüning die Beteiligung ab. Papen bildete am 1. Juni 1932 eine Regierung (Kabinett Papen), die von der SPD-Presse als „Kabinett der Barone“ bezeichnet wurde.
Im Reichstag hatte die Regierung keine Mehrheit. Die SPD bereitete sofort ein Misstrauensvotum vor. Aber bereits am 4. Juni 1932 löste der Reichspräsident den Reichstag auf, da er nach den vorangegangenen Landtagswahlen angeblich nicht mehr die Mehrheit des Volkes repräsentiere. In einer Regierungserklärung, die der neue Reichskanzler nicht im Reichstag abgab, sondern im Rundfunk verlas, griff von Papen die Parteiendemokratie scharf an. Er regierte in der Folge gestützt auf Notverordnungen. Durch die Kürzung der Unterstützungen nahm die Not vieler durch die Weltwirtschaftskrise erwerbslos gewordener Personen zu. Das Verbot von SA und SS wurde Mitte Juni aufgehoben. Damit waren beide Forderungen der NSDAP erfüllt.

## Wahlkampf
Die KPD wandte sich vor der Wahl vehement gegen die Vereinbarungen der Reparationskonferenz von Lausanne, bekämpfte die NSDAP und die Regierung. Sie wandte sich aber auch eindeutig gegen die SPD und beendete damit die kurze Phase einer Einheitsfrontpolitik. Stattdessen wurde der Sozialfaschismusvorwurf stark betont. Diese Politik wurde erst nach 1935 nach einer Meinungsänderung Josef Stalins geändert.
Vor der Reichstagswahl veröffentlichte der Internationale Sozialistische Kampfbund in der kurz zuvor gegründeten Tageszeitung Der Funke einen Dringenden Appell, in dem unterstützt von vielen bekannten Künstlern und Wissenschaftlern zum „Zusammengehen von SPD und KPD für diesen Wahlkampf“ aufgerufen wurde. Der Aufruf, der unter anderem von Albert Einstein, Käthe Kollwitz und Heinrich Mann unterschrieben worden war, blieb wirkungslos.
Am 16. Juni 1932 hob die Regierung Papen das im April 1932 von Heinrich Brüning erlassene SA- und SS-Verbot wieder auf, um sich den Nationalsozialisten für die Tolerierung seines Minderheitskabinetts erkenntlich zu zeigen. Damit waren erhebliche Auseinandersetzungen im Wahlkampf für die Reichstagswahlen am 31. Juli in Deutschland zu erwarten. Der Wahlkampf im Sommer 1932 war der gewalttätigste, den die Republik je erlebt hatte. Innerhalb eines Monats gab es in Deutschland 99 Tote und 1.125 Verletzte bei Auseinandersetzungen vorwiegend zwischen Nationalsozialisten und Kommunisten. Vielerorts, besonders aber im rheinisch-westfälischen Industriegebiet und in Berlin, kam es zu Zusammenstößen beider Seiten. Selbst Schießereien waren nicht selten. Bevorzugte Angriffsziele waren die Versammlungskneipen der jeweiligen Gegenseite („Saalschlacht“). Ein Höhepunkt der Gewalt war der Altonaer Blutsonntag vom 17. Juli 1932. Zwei SA-Leute wurden erschossen; darauf rückte die Polizei an und erschoss 16 Altonaer.
Die Reichsregierung benutzte die Unruhen als Begründung für den Preußenschlag vom 20. Juli 1932. Die geschäftsführende Regierung wurde durch einen Reichskommissar abgelöst. SPD und Gewerkschaften nahmen den Staatsstreich der Reichsregierung, der von der Reichswehr unterstützt wurde, mit Passivität hin. Einen Aufruf zum Generalstreik hielten sie angesichts der Massenarbeitslosigkeit für wirkungslos, und auch eine militärische Gegenwehr der preußischen Schutzpolizei war wegen der zustimmenden Haltung der Reichswehr zu dem „Preußenschlag“ aussichtslos. Stattdessen klagte die preußische Staatsregierung gegen die illegale Entmachtung. In Berlin wurde der Ausnahmezustand verhängt, der am 26. Juli aufgehoben wurde.
Inzwischen war der Wahlkampf weitergegangen. Die NSDAP setzte auf die Anziehungskraft von Adolf Hitler und warb mit dem wirksamen Slogan „Arbeit und Brot“. Sie kündigte ein wirtschaftliches Sofortprogramm und Arbeitsbeschaffungsmaßnahmen an. Die SPD verlangte einen grundlegenden Umbau der Wirtschaft durch Verstaatlichungen und vernachlässigte daneben die Forderung nach Arbeitsbeschaffung.

## Wahlergebnisse
An der Reichstagswahl am 31. Juli 1932 beteiligten sich trotz anhaltender Gewalttätigkeiten – am Wahltag verloren noch einmal zwölf Personen ihr Leben – mehr Wähler als bei jeder vorherigen Reichstagswahl. Die Wahlbeteiligung lag bei 84,1 %. Dies ist umso bemerkenswerter, als die Wähler in diesem Jahr schon mehrfach zur Urne gerufen worden waren (Reichspräsidentenwahl mit zwei Wahlgängen und Landtagswahlen unter anderem in Preußen).
Klarer Gewinner der Reichstagswahl war die NSDAP. Sie konnte ihr Ergebnis von 1930 um 19 Prozentpunkte steigern und damit mehr als verdoppeln. Gemessen an der absoluten Stimmenzahl legte die Partei sogar um 115 % zu.
Die NSDAP wurde mit 37,3 % stärkste Partei, sie erhielt also keine absolute Mehrheit. Die Zahl der Mandate stieg von 107 auf 230 an. Dies waren fast 100 mehr als die SPD, die auf 133 Mandate kam. Die KPD konnte dagegen von der Weltwirtschaftskrise auf den ersten Blick nur mäßig profitieren. Ihr Anteil stieg von 13,1 % auf 14,5 %. Die absolute Stimmenzahl nahm um 20 % zu. Auch die katholischen Parteien Zentrum und BVP konnten leichte prozentuale Gewinne verzeichnen. Die übrigen Parteien verloren Stimmenanteile.
Ein Großteil der Wähler der bürgerlichen Parteien sowie die der verschiedenen Interessen- und Kleinparteien waren in das Lager der NSDAP übergegangen. Auch konnte Hitler zahlreiche bisherige Nichtwähler für sich gewinnen. Ebenso stimmte die Mehrzahl der Erstwähler für die Nationalsozialisten. Hitler war unter Selbständigen (Bauern, Handwerkern und Kaufleuten) erfolgreich. Auf dem Land war die Partei erfolgreicher als in den Städten. Klare Unterschiede bestanden zwischen den protestantischen und den katholischen Gebieten. In Letzteren war die NSDAP deutlich schwächer vertreten. Dennoch gab es reichsweit und gerade auch in Süddeutschland nicht wenige katholisch geprägte Gemeinden und Bezirke, in denen die NSDAP Ergebnisse – teilweise erheblich – über dem Reichsdurchschnitt erzielte. Insgesamt war die Partei in Nord- und Ostdeutschland deutlich stärker als in West- und Süddeutschland. Am stärksten war sie in Schleswig-Holstein. Dort stimmten mehr als die Hälfte der Wähler für die NSDAP. Allerdings gab es davon durchaus Abweichungen auf regionaler Ebene. Die höchsten Stimmenanteile erzielte die NSDAP in Mittelfranken. In Rothenburg ob der Tauber kam sie auf 81 %. Bei näherer Betrachtung deutete sich an, dass die NSDAP ihr Wählerpotenzial weitgehend ausgeschöpft hatte. Gegenüber der Reichspräsidentenwahl vom 10. April 1932 und der Wahl zum preußischen Landtag vom 24. April hatte die Partei kaum noch zulegen können.
Der relative Erfolg der katholischen Parteien erklärt sich dadurch, dass die zunehmende Radikalisierung das katholische Milieu wieder zusammenrücken ließ, der Erosionsprozess des politischen Katholizismus der letzten Jahre gestoppt und leicht umgekehrt wurde. Leicht verloren hatte erneut die SPD. Diese sah sich nicht nur den Angriffen der NSDAP, sondern auch der KPD ausgesetzt. Hinzu kam der Kurs der Partei. Die Tolerierung Brünings, das Vorgehen gegen den linken Flügel, die Unterstützung Hindenburgs bei der letzten Reichspräsidentenwahl und der Verzicht auf Widerstand während des Preußenschlags trugen zur Schwächung bei. Dennoch blieb der Kern der Anhängerschaft weitgehend intakt. Wenn man das Lager aus KPD und SPD zusammen betrachtet, blieb dieses insgesamt relativ stabil. Ein Wähleraustausch fand größtenteils innerhalb dieses Lagers statt. Weitgehend marginalisiert war der Liberalismus. Im Grunde konnte sich von den bürgerlichen Parteien nur die nationalkonservative DNVP einigermaßen behaupten.

## Folgen
Nach den Wahlen gingen die gewalttätigen Auseinandersetzungen insbesondere zwischen Anhängern der KPD und NSDAP weiter. Dabei ging die Gewalt nunmehr überwiegend von den Nationalsozialisten aus. Besonders brutal war der Mord von Potempa. Eine irgendwie geartete parlamentarische Mehrheit war auch nach der Wahl nicht in Sicht. Es gab im Gegenteil nun eine negative antiparlamentarische Mehrheit: NSDAP und KPD hatten zusammen eine absolute Mehrheit der Reichstagsmandate. Sie konnten daher gemeinsam jede Regierung zum Rücktritt zwingen, indem sie auf der Basis von Art. 54 der Weimarer Verfassung mittels Reichstagsbeschluss dem Reichskanzler oder einzelnen Ministern das Misstrauen aussprachen.
Bemerkenswerterweise herrschte in NSDAP-kritischen Zeitungen nicht Erschrecken über die hohen Gewinne der „Bewegung“, sondern Erleichterung darüber vor, dass die Partei nicht die absolute Mehrheit erreicht hatte und augenscheinlich der „Vormarsch“ gestoppt schien. Auch führende Nationalsozialisten wie Joseph Goebbels waren nicht allzu euphorisch über das Ergebnis.
Allerdings beendete Hitler nach dem Wahlsieg die Tolerierung Papens. Das Angebot von Kurt von Schleicher, welcher der eigentliche starke Mann des Kabinetts war, die NSDAP an der Regierung zu beteiligen, lehnte Hitler ab. Stattdessen forderte er die Neubildung der Regierung unter seiner Führung. Die NSDAP hätte nur mithilfe des Zentrums und der BVP genug Sitze für eine Regierungsbildung gehabt. Dazu kam es nicht. Immerhin trug das Zentrum Hermann Göring als Reichstagspräsidenten mit. Auf eine Regierung Hitler ließ sich Hindenburg nicht ein, weil er einen solchen Schritt nicht für verantwortbar hielt. Am 12. September trat der neu gewählte Reichstag zusammen. Da die Reichstagswahl wieder keine Mehrheit für die Regierung gebracht hatte, hatte Hindenburg schon die Auflösung des Reichstages beschlossen – und somit erneut Wahlen. Papen wollte diese Verfügung Hindenburgs vorlesen, doch Göring als neuer Reichstagspräsident „übersah“ ihn und erteilte stattdessen dem Fraktionschef der KPD Ernst Torgler das Wort, der umgehend den Antrag stellte, der Reichstag möge der Reichsregierung das Misstrauen aussprechen. Auch der frühere Reichstagspräsident Paul Löbe von der SPD stellte einen ähnlichen Antrag. Danach waren keine Wortmeldungen mehr zulässig, und es wurde abgestimmt. Der Reichstag sprach Papen mit 512 zu 42 Stimmen das Misstrauen aus. Die Regierung wie die Parlamentsmehrheit waren nicht mehr in der Lage, eine konstruktive Politik durchzuführen, da die Gegensätze zu stark waren, um eine neue Regierung zu bilden, die über eine Mehrheit im Parlament verfügt. Der Reichstag war also aufgelöst, und Neuwahlen wurden für den 6. November 1932 angesetzt.

## Ergebnisübersicht
| Partei                                                                  | Stimmen (absolut) | Stimmen (in Prozent) | Änderung | Sitze im Reichstag | Änderung |
| ----------------------------------------------------------------------- | ----------------- | -------------------- | -------- | ------------------ | -------- |
| Nationalsozialistische Deutsche Arbeiterpartei – Hitlerbewegung (NSDAP) | 13.745.680        | 37,3 %               | +19,0 %  | 230                | +123     |
| Sozialdemokratische Partei Deutschlands (SPD)                           | 7.959.712         | 21,6 %               | −2,9 %   | 133                | −10      |
| Kommunistische Partei Deutschlands (KPD)                                | 5.282.636         | 14,3 %               | +1,2 %   | 89                 | +12      |
| Deutsche Zentrumspartei (Zentrum)                                       | 4.589.430         | 12,4 %               | +0,6 %   | 75                 | +7       |
| Deutschnationale Volkspartei (DNVP)                                     | 2.178.024         | 5,9 %                | −1,1 %   | 37                 | −4       |
| Bayerische Volkspartei (BVP)                                            | 1.192.684         | 3,2 %                | +0,2 %   | 22                 | +3       |
| Deutsche Volkspartei (DVP)                                              | 436.002           | 1,2 %                | −3,3 %   | 7                  | −23      |
| Deutsche Staatspartei (DStP)                                            | 373.339           | 1,0 %                | −2,8 %   | 4                  | −16      |
| Christlich-Sozialer Volksdienst (CSVD)                                  | 364.543           | 1,0 %                | −1,5 %   | 3                  | −11      |
| Reichspartei des deutschen Mittelstandes („WP“)                         | 146.876           | 0,4 %                | −3,5 %   | 2                  | −21      |
| Deutsche Bauernpartei (DBP)                                             | 137.133           | 0,4 %                | −0,6 %   | 2                  | −4       |
| Landbund                                                                | 96.851            | 0,3 %                | −0,3 %   | 2                  | −1       |
| Deutsches Landvolk                                                      | 90.554            | 0,2 %                | −3,0 %   | 1                  | −18      |
| Reichspartei für Volksrecht und Aufwertung (Volksrechtpartei)           | 40.825            | 0,1 %                | −0,7 %   | 1                  | +1       |
| Sonstige                                                                | 248.065           | 0,7 %                | −1,3 %   | 0                  | −7       |
| Gesamt                                                                  | 36.882.354        | 100,0 %              |          | 608                | +31      |

Stimmenstärkste Parteien nach Wahlkreisen (angegeben ist jeweils der Prozentanteil der stärksten Partei)